# Браун, Уолтер (функционер)
Уолтер Огастин Браун (англ. Walter A. Brown, 10 февраля 1905, Бостон или Хопкинтон, Массачусетс, США — 7 сентября 1964) — хоккейный и баскетбольный функционер, президент ИИХФ (1954—1957). Руководил национальной сборной США, когда она впервые выиграла золотые медали на чемпионате мира в Чехословакии в 1933 году. Основатель и первый владелец команды Национальной баскетбольной ассоциации «Бостон Селтикс». Член хоккейного Зала славы с 1962 года, Зала славы баскетбола с 1965 года и Зала славы ИИХФ с 1997 года.

## Биография
Уолтер Браун родился в небольшом городке Хопкинтон (штат Массачусетс), недалеко от Бостона, посещал латинскую школу Бостона с 1922 по 1923 годы, а также академию Филлипса в Эксетере с 1923 по 1926 годы. Браун сыграл важную роль в развитии хоккея. На заре своей карьеры тренировал любительскую команду «Бостон Олимпикс», выступавшую в Восточной хоккейной лиге, выиграв с ней пять чемпионских титулов. Руководил национальной сборной США, которую впервые в её истории привёл к золотым медалям на чемпионате мира в Чехословакии в 1933 году. Помимо этого он был директором спортивной арены «Бостон-гарден», сменив на этом посту в 1937 году своего отца Джорджа Брауна, и менеджером профессиональной команды НХЛ «Бостон Брюинз» с 1951 года. В 1948 году Браун оказался в центре событий на зимних Олимпийских играх в Санкт-Морице, когда разразился грандиозный скандал, связанный с выступлением сборной США, за которую выступали одни профессионалы, за что она была дисквалифицирована. С 1954 по 1957 годы работал на должности президента ИИХФ.
В 1946 году Уолтер Браун стал одним из основателей баскетбольной ассоциации Америки (БАА), а в 1949 году сыграл важную роль в слиянии БАА и Национальной баскетбольной лиги (НБЛ) в Национальную баскетбольную ассоциацию (НБА). Кроме того в 1945 году он основал клуб «Бостон Селтикс», и помог превратить команду в династию, «Кельты» сумели выиграть семь из восьми последних чемпионатов, причём шесть из них подряд, до его смерти в 1964 году. Его похоронили на кладбище имени святого Иоанна Богослова в родном Хопкинтоне. Уже после его смерти в 1965 году в Колорадо-Спрингс, центре зимнего спорта США, несколько раз проводился мемориал Брауна, в котором участвовали сильнейшие любительские сборные.
Сразу же после смерти Уолтера Брауна его именем был удостоен главный трофей чемпионата НБА, который стал называться Кубок Уолтера А. Брауна, изначально этот трофей именовался Кубком победителей финала плей-офф НБА, однако спустя двадцать лет он повторно сменил своё название и стал называться Кубок Ларри О’Брайена в честь бывшего комиссара НБА Ларри О’Брайена, занимавшего эту должность с 1975 по 1984 годы. В 1962 году Браун был включён в хоккейный Зал славы, в 1965 году — в Зал славы баскетбола, а в 1997 году — в Зал славы ИИХФ. Спустя сорок дней после его смерти, 17 октября 1964 года, в «Бостон Селтикс» за ним был закреплён номер 1.